# 主婦の友社
株式会社主婦の友社（しゅふのともしゃ、英: SHUFUNOTOMO Co., Ltd.）は、日本の出版社。カルチュア・エンタテインメントグループの子会社、カルチュア・コンビニエンス・クラブの持分法適用会社。出版社記号は「07」。
料理、健康、育児、インテリアなどに関する雑誌・書籍を出版している。

## 沿革
- 1916年（大正5年）9月 - 同文館出身の石川武美により、「東京家政研究会」として創業。
- 1917年（大正6年）
  - 2月 - 雑誌『主婦之友』を創刊（3月号）。
  - 6月 - 代理部創設。
- 1921年（大正10年）5月 - 社名を「主婦之友社」に改称。
- 1924年（大正13年）11月 - 株式会社主婦之友社を設立。

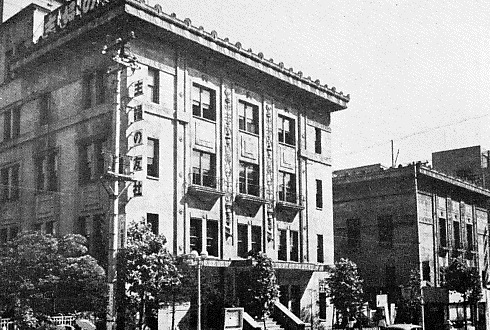
主婦の友社（1960年代）

- 1925年（大正14年）- W・M・ヴォーリズ建築事務所設計の本社建物が竣工（現お茶の水スクエア）[注釈 1]。
- 1940年（昭和15年）- 『世界名作家庭文庫』を発刊（1942年まで）[3]。
- 1946年（昭和21年）5月 - 石川数雄が社長に就任。
- 1953年（昭和28年） - 会社名を「主婦の友社」に改称。誌名は1954年1月号から改称。
- 1965年（昭和40年）12月 - お茶の水図書館（現・石川武美記念図書館）を開館。
- 1975年（昭和50年）3月 - 物流部門を分離し、主婦の友図書株式会社を設立。
- 1977年（昭和52年）6月 - 石川晴彦が代表取締役社長に就任。
- 1984年（昭和59年）、自民党の三塚博政務調査会副会長が2月14日の衆議院予算委員会で、少女向けの雑誌に対し「このような雑誌を小中学生の少女達が読んでいるのは極めて憂慮すべき問題」と発言（いわゆる「三塚発言」）。『ギャルズライフ』をはじめ、飛鳥新社『ポップティーン』、近代映画社『エルティーン』、学習研究社『キッス』、平和出版『キャロットギャルズ』の5誌が名指しされる。翌2月15日には『ギャルズライフ』と『ポップティーン』は「内容を過激な性表現を抑えた平穏なものへ軌道修正する」と発表、『キッス』『キャロットギャルズ』は廃刊を発表した[4]（図書規制法、有害図書#有害図書規制の進展を参照）。
- 1985年（昭和60年）3月 - 本社を千代田区神田駿河台2-9へ移転。
- 1987年（昭和62年）10月 - 旧社屋跡にお茶の水スクエアオープン。
- 1988年（昭和63年）5月 - 雑誌『Ray』を創刊。
- 1995年（平成7年）9月 - 中国軽工業出版社と提携し、中国版『Ray』創刊。
- 1999年（平成11年）
  - 3月 - 村松邦彦が代表取締役社長就任。
  - 3月 - 通信販売部門を分離し、株式会社主婦の友ダイレクト（現・株式会社ベルネージュダイレクト）を設立。
  - 5月 - 株式会社角川書店（現・KADOKAWA）と販売業務提携。
- 2000年（平成12年）7月 - 雑誌・書籍の製作会社として株式会社エスティーインフォス情報社（現・株式会社イマジカインフォス、前・株式会社主婦の友インフォス[5]）を設立。
- 2002年（平成14年）
  - 3月 - 株式会社角川書店（現・KADOKAWA）との業務提携を終了。
  - 12月 - お茶の水スクエアの土地・建物を学校法人日本大学に売却。
- 2005年（平成17年）
  - 6月 - 教育関連事業を分割し、株式会社主婦の友リトルランドを設立
  - 8月 - 株式会社主婦の友インフォス情報社（現・株式会社イマジカインフォス、前・株式会社主婦の友インフォス[5]）を完全子会社化。
- 2007年（平成19年）6月 - 神田高志が代表取締役社長に就任。
- 2008年（平成20年）5月 - 雑誌『主婦の友』を休刊。
- 2009年（平成21年）
  - 3月 - 荻野善之が代表取締役社長に就任。
  - 5月 - 大日本印刷と業務・資本提携。
- 2013年（平成25年）9月 - 社屋を文京区関口1-44-10に移転。
- 2014年（平成26年）
  - 3月 - 大日本印刷の連結子会社となる。
  - 9月 - 株式会社ウィルゲートと業務提携し、雑誌『Como』と連動したインターネットメディア「暮らしニスタ」をリリース。
- 2015年（平成27年）6月 - 糸井淳平が代表取締役会長に就任。
- 2016年（平成28年）
  - 8月 - 株式会社ウィルゲートと妊娠・出産・育児領域において業務提携し、妊娠・出産・育児の情報メディア「Milly」をリリース。
  - 9月 - 株式会社ウィルゲートと家づくりメディア事業における業務提携を締結。
- 2017年（平成29年）
  - 6月 - 矢﨑謙三が代表取締役社長に就任。
  - 12月 - カルチュア・エンタテインメントの子会社となる[6][7]。
- 2018年（平成30年）
  - 11月 - 主婦の友社グループ内の事業分野の再編にともない、株式会社主婦の友社のライトノベル出版事業を株式会社主婦の友インフォスに[8]、株式会社主婦の友インフォスの健康出版事業を株式会社主婦の友社に移管[9]。
- 2019年（平成31年）
  - 3月 - 子会社株式会社主婦の友リトルランド（現・株式会社リトルランド）の全株式を株式会社城南進学研究社に譲渡[10]。
  - 4月 - 子会社株式会社主婦の友インフォスの株式を株式会社IMAGICA GROUPに譲渡[11]。
- 2020年（令和2年）
  - 4月 - 平野健一が代表取締役社長に就任。
  - 6月 - 社屋を東京都品川区上大崎に移転。
  - 10月 - 雑誌『S Cawaii!』を株式会社主婦の友インフォスに譲渡[12]。
- 2021年（令和3年）
  - 4月 - 雑誌『Ray』を株式会社DONUTSに譲渡[13]。

## 雑誌『主婦の友』
『主婦の友』（しゅふのとも）は、『主婦と生活』（主婦と生活社）、『婦人倶楽部』（講談社）などと共に婦人雑誌の代表的存在だった。主婦向けの健康、育児、料理、経済や小説、読者投書欄が掲載された。『主婦と生活』と『婦人倶楽部』が休廃刊した後、老舗の婦人雑誌では最後の一誌となった。しかし、近年は購読層や読者の生活事情の変化などもあり発行部数が低迷し、2008年5月2日発売の同年6月号（通巻1176号）をもって休刊することになり、創刊から91年の歴史に幕を下ろした。最終号には、創刊号（1917年発行）の復刻版が付録として付けられた。2014年11月20日に『主婦の友Deluxe』として復活。2018年12月に雑誌コードを取得し、宝箱（家計簿入りのギフトセット）として独立創刊。
1960年代から1996年（平成8年）3月の間、東京都千代田区お茶の水において「主婦の友文化センター」というカルチャーセンターを経営し、主婦の友誌で得たノウハウを活かした講座や著名人による講座が数多く開講した。

## 雑誌
- GISELe（毎月28日発売）：アラサー（28～32歳）向け・モード誌
- Pre-mo（1,4,7,10月の15日発売）：妊婦向け情報誌。2002年10月創刊
- Baby-mo（3,6,9,12月の15日発売）：2歳までの赤ちゃんをもつ主婦向けの育児誌。2002年10月創刊[15]
- ゆうゆう（毎月1日発売）：50歳からの生活情報誌。2001年10月創刊[16]
- 園芸ガイド（3,5,9,12月の8日発売）：園芸・ガーデニング専門誌
- 健康（3,6,9,12月の2日発売）：総合健康雑誌
- 主婦の友Deluxe（不定期）
- Ray（発行：DONUTS、毎月23日発売）：女性ファッション誌
- mina（発行：夕星社、毎月20日発売）：カジュアルファッション誌
- 声優グランプリ（発行：イマジカインフォス、毎月10日発売）：声優情報誌
- ロト・ナンバーズ「超」的中法（発行：イマジカインフォス、毎月29日発売）：ロト&ナンバーズの専門誌
- S Cawaii!（発行：イマジカインフォス）：ギャル系ファッション誌
- 姉ageha（発行：medias株式会社、偶数月7日発売）

### ムック
- 赤ちゃんが欲しい：不妊に悩む夫婦向けの情報誌
- BonChic：インテリア＆リフォーム情報誌
- ステージグランプリ（発行：イマジカインフォス）

### 過去に発行していた雑誌・ムック
- ギャルズライフ (GAL'S LIFE) ：1980年代に発行していた中高生向けティーンズ情報誌。表紙イラストに原田治を起用。ロックバンドなどの音楽情報も多数掲載していた。少女漫画も掲載し『GLコミックス』を刊行していた。
- アニラジグランプリ：声優・アニラジ情報誌
- Cawaii!：高校生向けティーンズ情報誌
- Hana*chu→：中学生向けティーンズ情報誌
- 私の赤ちゃん:2歳ごろまでの赤ちゃんを持つ家庭向けの育児情報誌。1986年創刊、2002年休刊[15]。
- Como：20代・30代向け育児情報誌
- 赤ちゃんグッズパラダイス：出産準備情報誌
- 雑貨カタログ：雑貨中心のライフスタイル提案誌
- 全開運！しあわせ：開運と占い、スピリチュアリティの専門誌
- COMIC魂 - 発行：株式会社はちどり
- +1Living（プラスワンリビング）：インテリア情報誌。旧誌名『ふたりの部屋』

## 主な発売書籍
- ヒーロー文庫 - 2012年9月28日創刊。文庫判。主に「小説家になろう」に掲載されたライトノベルを発刊している。創刊時の発刊タイトルは『竜殺しの過ごす日々』と『理想のヒモ生活』の2点。2018年11月より発行を主婦の友インフォスに移管[8]。
- プライムノベルス - 2017年1月18日創刊。B6判。ヒーロー文庫の兄弟レーベル[17][18]。創刊時の発刊タイトルは『神様は少々私に手厳しい』、『たのしい傭兵団』、『アンリミテッド・レベル』、『終焉のコドク』の4点。2018年11月より発行を主婦の友インフォスに移管[8]。
- 主婦の友新書 - 2010年10月6日創刊。新書判。政治・経済・文化・家庭など多岐にわたるジャンルを扱いながらも、シリーズ全体で「もし○○がなくなったら？」という一貫した切り口で書かれ、「読むワイドショー」といえる新書を標榜している[19]。なお、2012年6月以降は刊行されていない。また、1961年から1967年にかけて、同名のシリーズが刊行されていた。
- 主婦の友文庫
- COMICAWA BOOKS - WEBコミックサイト「コミカワ」の単行本化レーベル。
- すこし不思議文庫 - 発行元はインターグロー。
- 世界名作家庭文庫 - 1940年から1942年まで発刊。『ビスマルクの手紙』『バンビの歌』等、諸国の児童文学を収録。

## Webメディア
- GISELe
- Baby-mo：妊娠・出産・育児期の女性とその家族のための情報サイト。
- ゆうゆう
- 園芸ガイド
- 暮らしニスタ：生活の知恵が集まるアイデア投稿プラットフォーム。株式会社ウィルゲートと共同運営。
- OTONA SALONE：オトナ世代のためのLIFESTYLEメディア
- 妊活Baby-mo（ベビモ）赤ちゃんが欲しい

## グループ企業
- 主婦の友図書株式会社 - 出版物流会社。

### かつてのグループ企業
- 株式会社主婦の友ダイレクト - 後の株式会社ベルネージュダイレクト。JALUXの子会社を経て、千趣会の連結子会社、2019年1月に雪印メグミルクの連結子会社となる。
- 株式会社主婦の友リトルランド - 後の株式会社リトルランド。乳幼児・児童対象の各種教室運営、書籍の発行。2019年3月に株式会社城南進学研究社の子会社となる。
- 株式会社主婦の友インフォス - 後の株式会社イマジカインフォス[5]。声優グランプリとライトノベルの編集・発行。2019年4月に株式会社IMAGICA GROUPの子会社となる。
- 株式会社お茶の水スクエア
- 株式会社オリジン社 - 1988年から1996年にかけて主婦の友社を発売元として書籍・写真集を発行。
- 株式会社オプトコミュニケーションズ - 主婦の友社を発売元として書籍を発行や声優グランプリの編集を行っていた。
- 株式会社ブックメイト - 角川書店との共同出資で設立。

## 映像作品
- ナイツ&マジック - 主婦の友社100周年記念、ヒーロー文庫初のアニメ化作品[20]。
- 異世界食堂